# Garbh Chioch Mhòr
Der Garbh Chioch Mhòr ist ein 1.013 m (3.323 ft) hoher, als Munro und Marilyn eingestufter Berg in Schottland. Sein gälischer Name kann in etwa mit Großer rauer Ort der Brust übersetzt werden.  Er liegt an der Westküste am östlichen Ende der zur Council Area Highland gehörenden Halbinsel Knoydart und westlich des Loch Arkaig, etwa 15 Kilometer nördlich von Glenfinnan und rund 30 Kilometer nordwestlich von Fort William.
Wie der westlich benachbarte, 1.040 m (3.412 ft) hohe Sgùrr na Cìche ist der Garbh Chioch Mhòr ein vor allem von Felsstrukturen und Schrofen geprägter Berg. Von seinem höheren Nachbarn ist er durch den 845 m hohen Sattel Bealach na h-Eangair getrennt. An diesen schließt sich ein gewundener, in etwa von Westnordwest nach Südost verlaufender Grat an, der nach beiden Seiten steil und felsig abfällt. Vor allem die Südseite des Grats, die in das obere Glen Dessarry abfällt, ist durchweg steil und abweisend, während die Nordseite etwas moderatere Steigungen aufweist. Neben dem durch einen Cairn markierten Hauptgipfel liegt mit dem 968 m (3.176 ft) hohen Garbh Chioch Beag ein weiterer Gipfel auf dem Grat, der aufgrund der geringen Schartenhöhe nicht als eigenständiger Munro, sondern als Munro-Top eingestuft wird. Vom Garbh Chioch Beag führt ein kurzer breiter, aber ebenfalls felsiger Grat nach Norden. Östlich schließt sich der auf 733 m Höhe liegende Bealach Coire nan Gall an, über den ein Übergang zum östlich benachbarten, 953 m (3.127 ft) hohen Sgùrr nan Coireachan möglich ist. Auffällig ist ein alter Steinwall aus Trockenmauerwerk, der aus dem Tal des River Carnach kommend über die Nordostflanke des Sgùrr na Cìche verläuft, ab dem Bealach na h-Eangair ziemlich genau dem Grat über den Garbh Chioch Mhòr und den Garbh Chioch Beag folgt und östlich davon über den Gipfel des Sgùrr nan Coireachan weiterführt, bis er dann talwärts in das Glen Dessarry führt.

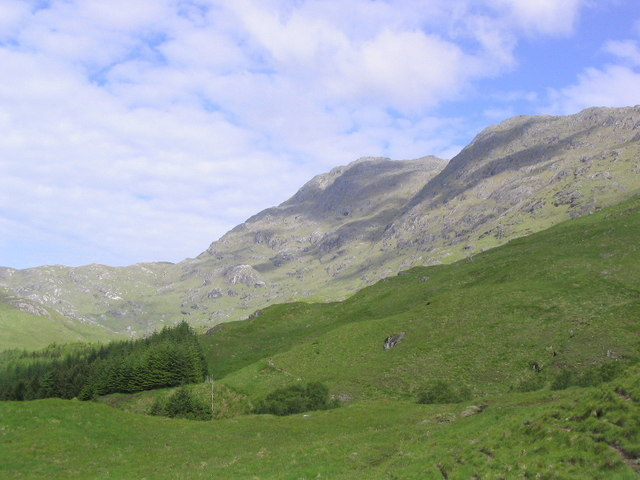
Blick vom oberen Glen Dessarry auf den Garbh Chioch Mhòr von Südosten
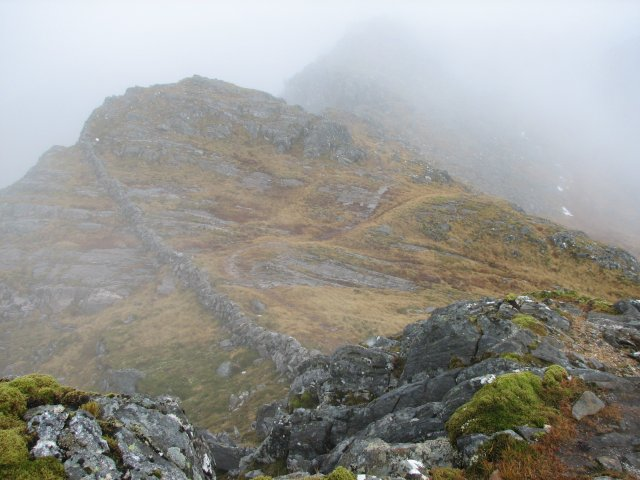
Der über den Grat des Garbh Chioch Mhòr verlaufende Steinwall
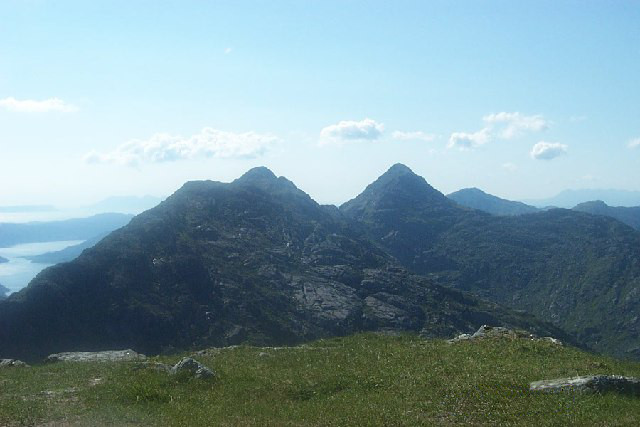
Der Garbh Chioch Mhòr (links) und der Sgùrr na Cìche (rechts), vom östlich liegenden Sgùrr nan Coireachan gesehen
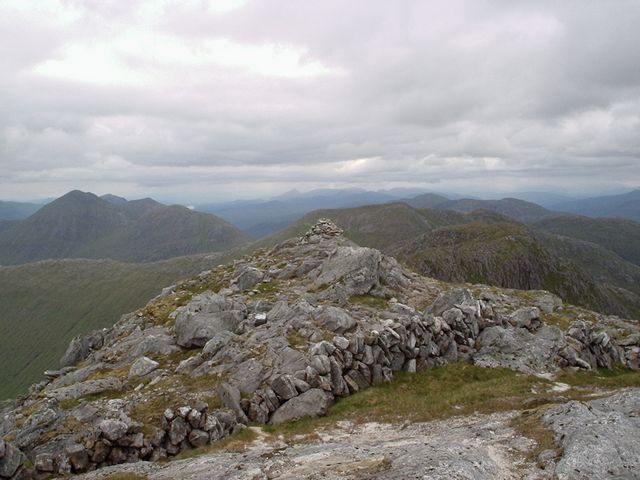
Der Gipfelcairn des Garbh Chioch Mhòr, Blick nach Osten über den Garbh Chioch Beag, links der Sgùrr Mòr

Viele Munro-Bagger besteigen den Garbh Chioch Mhòr gemeinsam mit den benachbarten Munros. Erreichbar sind die Gipfel um den Garbh Chioch Mhòr von Knoydart nur über lange Zustiege durch unwegsames Gelände von Inverie entlang der Südküste von Knoydart über Camusrory. Dort kann die Bothy Sourlies als Ausgangspunkt genutzt werden. Eine Besteigung des Garbh Chioch Mhòr ist, wenn nicht zuvor über den Südwestgrat der Sgùrr na Cìche überschritten wird, durch das zum Sattel zwischen Sgùrr na Cìche und Garbh Chioch Mhòr führende Coire na Ciche möglich. Von Spean Bridge ist der Berg über eine schmale Single track road entlang von Loch Arkaig in das obere Glen Dessarry bis zur kleinen Ansiedlung Strathan erreichbar, von dort sind etwa sechs Stunden Gehzeit durch teilweise wegloses Gelände erforderlich. Die Besteigung kann auch mit einer Gratüberschreitung über den Sgùrr nan Coireachan und weiter zum Sgùrr na Cìche kombiniert werden. Der Garbh Chioch Mhòr und der Vorgipfel Garbh Chioch Beag sind entlang ihres gemeinsamen Grates sehr felsig und von Blockhalden durchsetzt, eine Besteigung ist eine anspruchsvolle Bergtour. Die über den Grat verlaufende Trockenmauer wird daher gerne zur Orientierung genutzt.